# Positiva Records
Positiva Records é uma subsidiária da EMI Music no Reino Unido.